# クラークス2/バーガーショップ戦記
『クラークス2/バーガーショップ戦記』（Clerks II）は、2006年に製作されたアメリカ映画。ヴュー・アスキューニバースの映画シリーズの6作目の作品である。
ケヴィン・スミス監督のデビュー作『クラークス』の続編。日本では2015年3月現在、劇場公開、DVD発売ともされておらず、CSチャンネルで放送されたのみ。

## キャスト
- ダンテ・ヒックス：ブライアン・オハローラン
- ランダル・グレイヴス：ジェフ・アンダーソン
- ベッキー・スコッツ：ロザリオ・ドーソン
- ジェイ：ジェイソン・ミューズ
- サイレント・ボブ：ケヴィン・スミス
- スコット・モシャー
- ベン・アフレック
- ジェイソン・リー
- ヴィンセント・ペレイラ
- ウォルター・フラナガン